# Contea di Eddy (Nuovo Messico)
La contea di Eddy (in inglese Eddy County) è una contea dello Stato del Nuovo Messico, negli Stati Uniti. La popolazione al censimento del 2000 era di 51 658 abitanti. Il capoluogo di contea è Carlsbad.

## Geografia
La contea si trova nel sud-est dello Stato al confine con il Texas. La parte occidentale si trova nella provincia geologica di Basin and Range con i Monti Guadalupe. La regione più orientale è pianeggiante e fa parte delle Alte Pianure. La maggior parte del territorio rientra nella valle del fiume Pecos (che scorre verso sud) nelle Grandi Pianure. Nel lago artificiale della Red Bluff Reservoir si trova il punto più basso dello Stato.
Tra le aree protette presenti nella contea ci sono la foresta nazionale di Lincoln e il parco nazionale delle Carlsbad Caverns.
Nella contea si trova il Waste Isolation Pilot Plant, un deposito geologico profondo per i rifiuti transuranici.

### Contee confinanti
- Contea di Chaves - nord
- Contea di Lea - est
- Contea di Loving (Texas) - sud-est
- Contea di Reeves (Texas) - sud
- Contea di Culberson (Texas) - sud
- Contea di Otero - ovest

## Storia
Fino al XIX secolo l'area era dominio dei nativi Mescalero e Apache. La contea fu costituita nel 1889 e deve il suo nome a Charles B. Eddy.

## Comuni

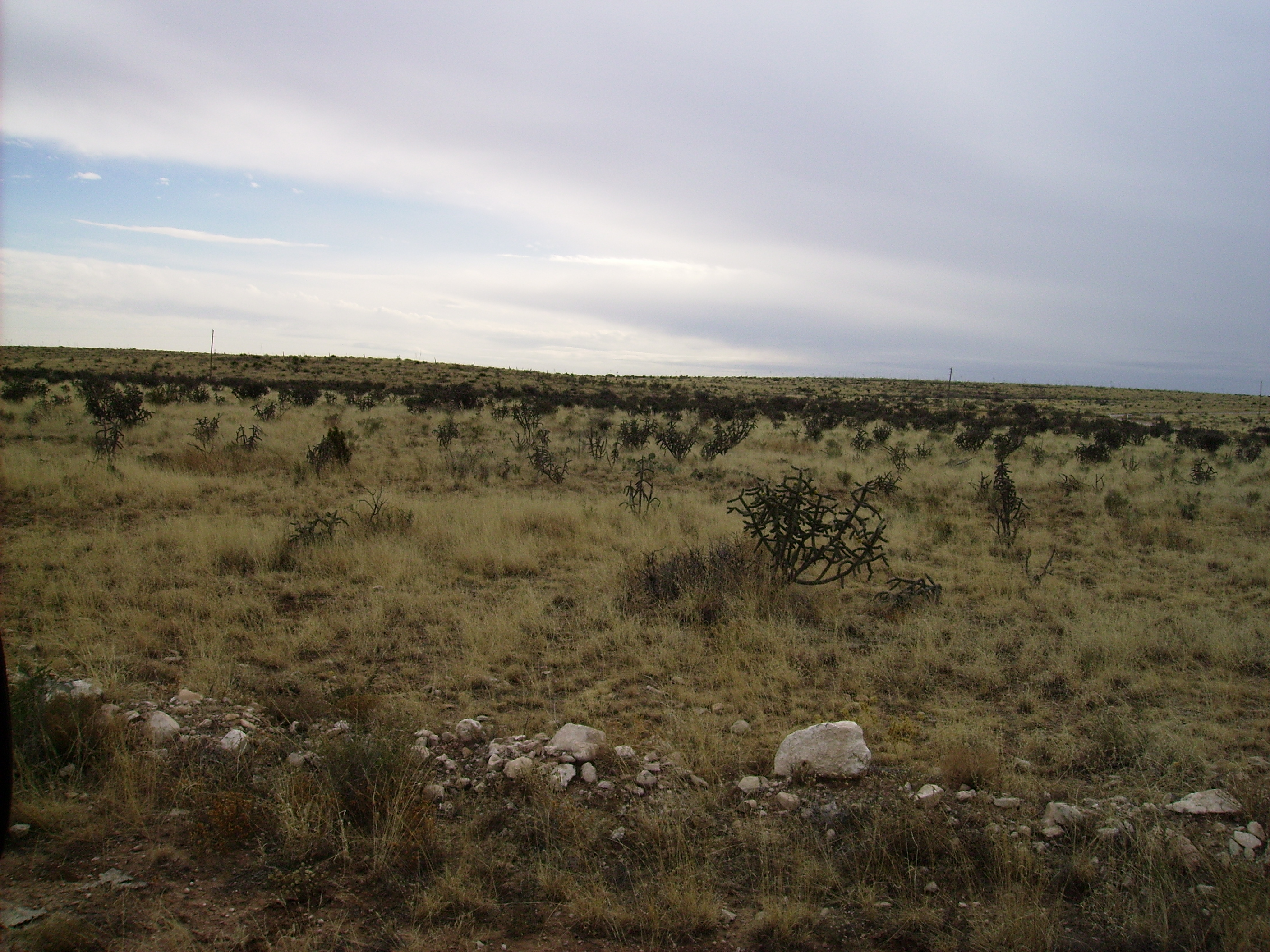
Countryside in Eddy County, west of Hope

### Cities
- Artesia
- Carlsbad (capoluogo)

### Villages
- Hope
- Loving

### Census-designated places
- Atoka
- Happy Valley
- La Huerta
- Livingston Wheeler
- Loco Hills
- Malaga
- Morningside
- Whites City